# Верспейк, Густав
Густав Мари Верспейк (нидерл. Gustave Marie Verspijck, 1822—1909) — нидерландский генерал, участник колониальных войн Нидерландов, канцлер орденов Нидерландов.
Родился 19 февраля 1822 года в Генте. Образование получил в Королевской военной академии и в 1842 году выпущен младшим лейтенантом.
С 1846 года он служил в Голландской Ост-Индской армии и в 1854—1856 годах воевал на Борнео, причём в 1854 году был награждён рыцарским крестом военного ордена Виллема. С 1856 года Верспейк был произведён в майоры и назначен резидентом Южного и Восточного Борнео, в 1860 году награждён офицерским крестом ордена Виллема. С 1856 года он возглавлял Генеральный штаб Голландской Ост-Индии.
С 1868 по 1870 год Верспейк находился на родине в отпуске, по окончании которого он был произведён в генерал-майоры и назначен генерал-адъютантом короля Нидерландов. После этого он вернулся в Ост-Индию. В кампаниях против султаната Ачех Верспейк действовал крайне неудачно и 1874 году был отправлен в отставку. Ряд военных писателей Нидерландов обвиняли Верспейка, что он в этих кампаниях действовал крайне безрассудно и авантюрно.
По возвращении в Нидерланды Верспейк сумел оправдаться и доказать, что поскольку не он был главным начальником в армии и лишь выполнял полученные приказы, то обвинения в его адрес во многом являются преувеличенными. Тем не менее, к активной военной деятельности Верспейка больше не привлекали. Он был назначен канцлером Нидерландских орденов и несколько позже стал пэром.
Скончался 7 мая 1909 года в Гааге.
Среди прочих наград Верспейк имел орден св. Александра Невского, пожалованный ему 11 апреля 1891 года российским императором Александром III.